# Château des Cartes
Ne doit pas être confondu avec château de cartes.
Le château des Cartes est un château du XVIIIe siècle situé à Sonzay dans le département français d'Indre-et-Loire. 
Il est situé au lieu-dit Les Cartes, à 2 kilomètres au nord-ouest du village de Sonzay, en Gâtine tourangelle, à une vingtaine de kilomètres au nord-ouest de Tours.

## Histoire
En 1105, le domaine des Cartes fut donné à l'abbaye de Marmoutier. Au XVIIIe siècle, l'actuel château est construit par la famille de la Rüe du Can de Champchevrier.
Ses façades et sa toiture sont inscrites au titre des monuments historiques depuis le 22 mai 1948.

## Description
Le château est composé d'un bâtiment central sur deux niveaux plus des combles avec lucarnes. Il est composé d'un bâtiment central, qui se développe entre deux pavillons en légère saillie sur chacune des deux façades et prolongé de chaque côté par deux ailes sur un niveau avec combles. Les façades du bâtiment central sont divisées en trois travées par des pilastres qui soutiennent, au-dessus de la travée médiane, un fronton triangulaire.
Le château est la propriété d'une personne privée.